# Hatodik isonzói csata
A VI. isonzói csata 1916. augusztus 6-ától augusztus 17-éig tartott és az első világháború olasz frontján először sikerült jelentős területi és stratégiai győzelmet aratniuk az olaszoknak. A frontvonal déli szakaszán vívták a véres doberdói csatát, ahol az osztrák–magyar haderő alapvetően magyar és szlovén nemzetiségű egységei álltak szemben a támadókkal.

## A tervek
Az ötödik isonzói csata után az olasz hadvezetés nem kezdett vakmerő akciókba az Isonzó mentén, elsősorban a még tapasztalatlan, új besorozottak és a Monarchiának Trentino térségében megindított támadása miatt (Asiagói csata). Miután a Monarchia támadása elakadt Asiagónál, az olasz hadvezetés az ország északnyugati területein fekvő vasútvonalakat kihasználva a Dolomitokban, Asiago térségében álló olasz hadosztályokat néhány hét alatt az Isonzóhoz telepítette vissza, felkészülve a VI. csatára. A támadás sikerrel kecsegtetett: egyrészt a keleti fronton kibontakozó Bruszilov-offenzíva egyre nagyobb számú monarchiabeli haderőt vont el innen is, másrészt az itteni monarchiabeli erők nagy része Tirolban összpontosult az asiagói támadás óta. Ha lettek is volna jelentős tartalékok, azokat is csak jóval lassabban tudta volna a Monarchia hadvezetése visszajuttatni az isonzói frontszakaszra, mint az olaszok, mert ez csak Ausztriai kerülővel volt lehetséges. A csata előtt augusztus 4-én és 5-én Görztől északra Tolmint és délre Monfalconét is a szokásosnál erőteljesebben lőtte az olasz tüzérség, arra számítva, hogy középről erőket csoportosítanak át ezekre a helyekre, ez azonban nem történt meg.

## A csata
A csaknem háromszoros létszámfölényben lévő olasz csapatok frontális támadást indítottak Görz térségében az Osztrák–Magyar Monarchia csapatai ellen. A támadás kezdete utáni harmadik napon bevonultak Görzbe, és megkezdték az átkelést az Isonzón. A frontvonal másik részén Doberdónál törtek előre az olaszok, egyre nagyobb területeket megszerezve. A véres doberdói csatában az olasz csapatok mintegy 5 km-t nyomultak előre egy közel 20 km széles frontszakaszon. Boroevic a csapataival visszavonult és egy újabb frontvonal létrehozásába kezdett. Az olaszok támadásukat augusztus 17-én leállították, miután a térségbe egyre nagyobb számban érkeztek a Monarchia hadosztályai Tirolból.

## Eredmények
A csata során az olasz csapatok elfoglalták a stratégiai fontosságú Görz városát, bár a város mögötti hegyekbe visszahúzódó osztrák-magyar seregek a további előrenyomulás esélyét erősen csökkentették, de morál szempontjából nagyon fontos volt. Piero Pieri történész így írt erről  „[…] tizenöt évszázad után először futamított meg egy nagy csatában egy tisztán olaszokból álló haderő egy idegen hadsereget”. Még ennél is jelentősebb sikerként könyvelhették el az Isonzó alsó folyásának, az addig szilárdan a Monarchia kezén lévő frontszakasznak elfoglalását: a Doberdó-fennsíkot és Duinót. Cadorna igyekezett kiépíteni az Isonzó mentén az újabb olasz frontszakaszokat, és már tervezték az őszi támadás végrehajtását. A VI. isonzói csata után 1916. augusztus 28-án Németország hadat üzent Olaszországnak, és német csapatokat küldött Tirol térségébe.

## Kapcsolódó szócikk
- Isonzói csaták